# Железный человек и Халк: Союз героев
Железный человек и Халк: Союз героев (англ. Iron Man & Hulk: Heroes United) — мультипликационный фильм, предназначенный для домашнего просмотра. Премьера фильма состоялась 3 декабря 2013 года.

## Сюжет
Мерзость сражается с Халком. Подоспевшие дроны «Гидры» усыпляют Несокрушимого и Мерзость доставляет Халка докторам Крулеру и Фампу, где его также усыпляют, чтобы использовать обоих мутантов для создания супер-оружия. Избыток гамма-энергии приводит к тому, что реактор начинает поглощать её. Халку удаётся вырваться из энергокамеры и он вытаскивает Мерзость перед взрывом реактора. В результате создаётся разумный сгусток энергии, который доктора Крулер и Фамп собираются использовать для создания оружия.
Тони Старк и Джарвис в Халкбастере — броне созданной по образу Халка — тестируют новую броню. Узнав о масштабном отключении электричества, Железный человек прибывает на место аварии и обнаруживает Халка. После небольшого боя, Халк объясняет произошедшее. Сгусток энергии перемещается в дронов и нападает на Мстителей. Выиграв бой, Железный человек отправляется на свой летающий корабль, но сгусток перемещается в его броню, а затем — в блок системы безопасности. Он называет себя Зззаксом и собирается выкачать всю энергию с Земли. Оказавшись в реакторе корабля Старка, Зззакс становится человекообразным и выбрасывает героев наружу.
Мстители оказываются на кладбище, где обитают Вендиго — человекоподобные монстры с рогами и хвостом. Расправившись с ними, Халк и Железный человек возвращаются на корабль, который Зззакс использует для выкачивания электроэнергии. Тони Старк решает уничтожить корабль. Пока Халк в Халкбастере сражается с Зззаксом, разросшимся до гигантских размеров, Железный человек выводит из строя реакторы корабля. Тот разбивается и Зззакс пытается выбраться из-под обломков, но Халк хватает его и заземляет до полного исчезновения.
После финальных титров Красный Череп объявляет докторам Крулеру и Фампу, что для его грандиозного проекта нужны Капитан Америка и Железный человек.

## Роли озвучивали
- Железный Человек — Эдриан Пасдар
- Халк — Фред Таташор
- Джарвис — Дэвид Кэй
- Зззакс, доктор Крулер — Ди Брэдли Бейкер
- Мерзость, доктор Фамп — Робин Аткин Даунс[1]